# 伊夫雷亚
伊夫雷亚（義大利語：Ivrea），是意大利都灵省的一个市镇。总面积30.19平方公里，人口24250人，人口密度803.2人/平方公里（2009年）。ISTAT代码为001125。

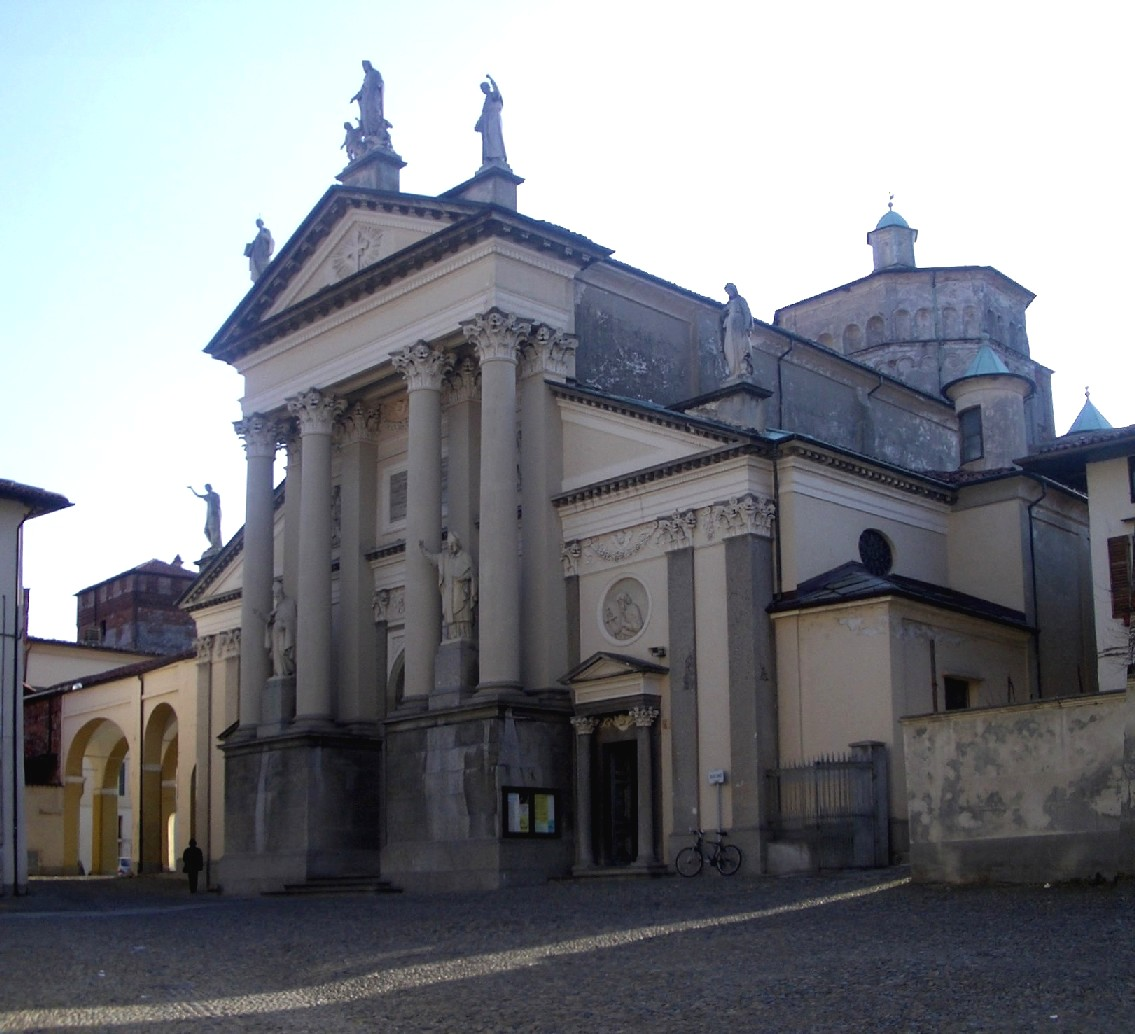
聖母升天主教座堂

## 友好城市
- 法國 肖蒙
- 德国吕讷堡
- 伊拉克卡拉迪薩（英语：Qaladiza）
- 羅馬尼亞勒德烏齊